# Nycteris parisii
Nycteris parisii is een zoogdier uit de familie van de spleetneusvleermuizen (Nycteridae). De wetenschappelijke naam van de soort werd voor het eerst geldig gepubliceerd door De Beaux in 1924.

## Voorkomen
De soort komt voor in Kameroen.